# Andrew Mowatt Whisker
Pour les articles homonymes, voir Whisker.
Andrew Mowatt Whisker (14 mars 1907-4 avril 1992), est un homme politique canadien de la Colombie-Britannique. Il est député provincial du libéral dans la circonscription britanno-colombienne de Cowichan-Newcastle de 1949 à 1952. Il est membre de la coalition libérale-conservatrice durant son mandat.
Whisker meurt à l'hôpital de Vernon en avril 1992 à l’âge de 85 ans.